# Seda Noorlander
Seda Noorlander (22 de maio de 1974) é uma ex-jogadora holandesa de tênis profissional. Profissionalizou-se em 1993 e conquistou um total de três títulos da ITF.

## Carreira
É destra.
Chegou à final de simples do Tashkent Open em 2001, mas acabou perdendo para a alemã Bianka Lamade. Seda também conquistou um título de duplas, ao lado da tenista grega Christína Papadáki. Em 13 de dezembro de 1999, Seda chegou ao número 80, seu ranking mundial mais alto da carreira. Em 1999, alcança seu melhor desempenho no Grand Slam ao avançar à terceira rodada do Wimbledon.